# 王順鎮
王順鎮（おう じゅん ちん）は中国福建省出身の男性歴史小説家、劇作家。中国国家一級シナリオ・ライター。知恵比べのプロットと古代官界の百態との描きが得意。仏禅については深い研究があり、しかも往々にしてそれが作品の中に染み込む。

## 略歴
1937年福建省仙游県生まれ。1961年厦門大学中国語学部を卒業後、1970年まで福建省戯曲研究所で勤務。1981年は当時の莆田地区文化局劇団工作室へ転任され、当地区の戯曲ワークを主導するようになった。
戯曲創作の指導に馬力をかけた六年間、莆田地区は三回連続して合計五つの芝居が全国優秀シナリオ賞受賞作となった。その中に自分による歴史戯曲は満場一致で受賞。なおこれらのシナリオは以後『中華文学通史』に収録され、全国有名な閩派戯曲の基礎置きに相当する作品となり、全国歴史劇の創作に莫大な影響を与えた。福州だけでは180回もの上演に達した。
20世紀90年代、歴史小説の創作に転向、個人作品には『長河落日』、『竹林の七賢』、『蜘蛛人謝安』などがある。『長河落日』は第一回羅貫中歴史小説賞（以下言及する実学社が主催）優等賞作品に選ばれた。この時期は台湾の出版社である実学社の要請に応じて福建省の歴史熟知作家を十数人集め、小説三十六計や大宰相シリーズという歴史小説の叢書を書き上げた。
すべての書き下ろしは同社より繁体漢字で刊行された。

## 人物・エピソード
- 大学時代は外国文学研究社の担当者。先生がわざわざ書き付けを書いてくれたので、図書貸し出しは便利。毎々大きな網袋で一回十数冊を借り、他の人は一冊しか借覧できない。しかし、その時は多くの本を読むわけにはいかなかった。こうして全学部に向かって自我批判をしたことがある。[2]
- 小説を書く最初、どこへ投稿するべきか知らなかった。ある回の引っ越しに際して、資料を整理して運び去れないものを焼却するつもりだが、「長河落日」という原稿が目に付いた。一章を読んで自我感覚は悪くなく、焼却するべきでないと思った。息子が台湾方面の原稿募集情報を知らせてくれ、すると試してみる気持ちでこの作品を台湾へ郵送し、原稿を手にした出版社は甚だ喜んでおり、受賞作として刊行した。それからも出版社に執筆し続けると請求された。[2]
- 蒲仙戯曲という伝統文化がだんだん没落していくため、地元の人としては心配し、存亡の瀬戸際に位置していると考えた。早速救いを施しないと絶滅の恐れがあるとアピールした。[3]

## 主張
- 人の行為は生物遺伝子、文化遺伝子、場（磁場に類似する無形作用）などにより決定される。
- 他人が用いた技巧は使用しない。そうなると読者は小説に対して新鮮感を生ずる。実際から出発といえども、乾燥無味を防止する必要が欠けない。
- 一流の作品はすべて真理を掲示し、二三流の作品はただ周知の道理を述べり繰り返す。著書は身を持することと同じ、民族に読者に申し訳が立たねばならない。
- 歴史を読んで後、世界・人生への見方は変わった。人はこの故に闊達になれ、些細なことに言い争うことはない。読書は有益で、人が賢明になるに関わる。

## 主要作品

### 戯曲
- 魂断燕山
- 燭影揺紅
- 夢宿黄河
- 白蓮の恋

### 歴史小説
- 大漠孤煙（未刊行）
- 長河落日（上下） 実学社
  - 【改題】隋宮秘史（上下） 遠方出版社
  - 【改題】隋文帝（上下） 湖南文藝出版社
- 竹林の七賢（上中下） 実学社
- 蜘蛛人謝安（上下） 実学社
- 隔岸観火（王朝霞と共著） 実学社、遠流出版、珠海出版社
- 調虎離山 実学社、遠流出版、珠海出版社
- 混水摸魚 実学社、遠流出版、珠海出版社
- 樹上開花（王朝霞と共著） 実学社、遠流出版、珠海出版社
  - 【改題】魏忠賢・樹上開花 湖南文藝出版社
- 燕が南へ飛ぶ（未刊行）